# Töysä
Koordinaten: 62° 38′ N, 23° 49′ O

Wappen von Töysä

Töysä [ˈtøysæ] ist eine ehemalige Gemeinde in der Landschaft Südösterbotten im Westen Finnlands. Die Gemeinde ist einsprachig Finnisch. Seit dem 1. Januar 2013 gehört Töysä zur Gemeinde Alavus in der Verwaltungsgemeinschaft Kuusiokunnat.
Der Ort bedeckt eine Fläche von 309,67 km2, davon sind 11,86 km2 Binnenwasserfläche. Die ehemals selbstständige Gemeinde hatte die Gemeindenummer 863. Zum Zeitpunkt der Auflösung der Gemeinde am 31. Dezember 2012 hatte sie 3.122 Einwohner, die Bevölkerungsdichte betrug 10,5 Ew./km².

## Ortschaften
Zu der Gemeinde gehören die Orte Hakojärvi, Kirkonkylä, Mutkankylä, Suutala, Tohni und Tuuri. 
In Tuuri befindet sich das zweitgrößte Kaufhaus Finnlands Veljekset Keskinen (Brüder Keskinen), das jährlich von mehr als fünf Millionen Kunden aus ganz Finnland und Teilen Russlands besucht wird.

## Wappen
Beschreibung des Wappens: Im blauen Schild ein hochreichender silberner Sechsberg mit aufstehendem gleichgefärbten gemeinen Kreuz.

## Politik
Wie in den meisten ländlich geprägten Gegenden Finnlands ist in Töysä die Zentrumspartei die stärkste politische Kraft. Bei der Kommunalwahl 2008 erhielt sie fast zwei Drittel der Stimmen und stellt im Gemeinderat, der höchsten Entscheidungsinstanz in kommunalen Angelegenheiten, 14 von 21 Abgeordneten. Die beiden weiteren Volksparteien Finnlands, die konservative Nationale Sammlungspartei und die Sozialdemokraten sind mit vier bzw. drei Abgeordneten im Gemeinderat vertreten; weitere Parteien traten bei der Kommunalwahl nicht an. Bei der Parlamentswahl 2007 erzielten die rechtspopulistischen Wahren Finnen mit 11,5 Prozent der Stimmen in Töysä ein überproportional hohes Ergebnis.
| Partei                    | Wahlergebnis 2008 | Sitze |
| ------------------------- | ----------------- | ----- |
| Zentrumspartei            | 66,1 %            | 14    |
| Nationale Sammlungspartei | 19,4 %            | 4     |
| Sozialdemokraten          | 14,6 %            | 3     |

## Partnerstädte
Töysä unterhält seit 1991 eine Städtepartnerschaft mit Tootsi in Estland.

## Söhne und Töchter
- Olli-Pekka Karjalainen (* 1980), Leichtathlet
- Jari-Matti Latvala (* 1985), Rallyefahrer